# Ringelflechte-Affäre
Die Ringelflechte-Affäre bezieht sich auf späte Nebenwirkungen einer Therapie, bei der mindestens 20.000 Israelis, insbesondere Kinder, in der Zeit zwischen 1948 und 1960 wegen Tinea capitis (Kopfhautringelflechte) mit Röntgenstrahlen im Kopfbereich behandelt wurden.
Die Patienten waren vor allem Einwanderer aus Nordafrika und dem Mittleren Osten. Die Bestrahlung hat das Krebsrisiko der Betroffenen gegenüber dem unbestrahlter Ringelflechten-Patienten vermutlich verdreifacht.

## Historischer Hintergrund
Die Kopfhautringelflechte, die auch als Tinea capitis, Trichophytie und Favus bekannt ist, war seit dem 19. Jahrhundert eine der am häufigsten auftretenden Pilzkrankheiten bei Kindern in jüdischen Gemeinden in Eretz Israel (Palästina) und im Ausland. Zu Beginn des 20. Jahrhunderts wurde im Hadassah Medical Center in Jerusalem das Auftreten der Kopfhautringelflechte in der religiösen jüdischen Gemeinde Jerusalems mit Bestrahlungen behandelt. Die Krankheit verschwand daraufhin fast gänzlich.
Weltweit wurden schätzungsweise 200.000 Kinder in den Jahren zwischen 1910 und 1959 mit Röntgenstrahlen wegen Tinea capitis nach dem Adamson-Kienbock-Standardverfahren behandelt, bis zum Zeitpunkt der Einführung des Griseofulvin, des ersten wirksamen Antimykotikums. Die Röntgentherapie der Ringelflechte fand bereits seit 1903 Anwendung.
Mit der Alija in den Jahren nach der Staatsgründung Israels traten in Israel viele neue Fälle der Ringelflechte auf. Betroffen waren besonders Einwandererkinder aus Asien und Nordafrika; ursächlich waren beengte Lebensbedingungen und Mangel an Hygiene. Die Ringelflechte wurde mit Bestrahlungen behandelt. Dies geschah unter der Aufsicht des Hadassah Medical Center in Jerusalem (Prof. Arie Dostrovsky und Prof. Avraham Drukman).
Infolge der Behandlung traten Jahre später bei einem Teil der Patienten bösartige und auch nicht bösartige Gewächse (Meningeome) auf der Hirnhaut auf. Forschergruppen in Israel und weltweit erhoben die Krankheitsgeschichte von Patienten, die als Kinder bestrahlt worden waren, um einen vermuteten Zusammenhang mit der Entwicklung von Tumoren abzuklären. In Israel wurde diese Studie von Professor Baruch Modan durchgeführt, der 1974 einen Artikel in der renommierten medizinischen Fachzeitschrift The Lancet veröffentlichte, in dem Modan einen kausalen Zusammenhang zwischen der Bestrahlung von Ringelflechte-Patienten und dem Auftreten von Tumoren an Kopf und Hals feststellte.
In Anbetracht der Befunde von Modan wurde im Jahr 1994 in Israel ein Entschädigungsgesetz verabschiedet. Für Gesundheitsschäden von Patienten, bei denen zwischen dem 1. Januar 1946 bis 31. Dezember 1960 eine Ringelflechte diagnostiziert worden war und die entsprechend behandelt worden waren, sollten diesen selbst oder ihren Verwandten eine Entschädigung gezahlt werden. Das Gesetz enthielt eine Klausel, die die Beweislast, dass ein ursächlicher Zusammenhang zwischen Erkrankung und Therapie vorliegt, den Betroffenen auferlegt.
Im Jahr 1994 verabschiedete die Knesset ein Gesetz, das die israelische Regierung zur Zahlung von Entschädigungen verpflichtete.

## Ringelflechte-Kinder – Dokumentarfilm von 2003
Der Dokumentarfilm mit dem hebräischen Titel „Die Ringelflechte-Kinder“ (Yaldei Hagazezet), unter der Regie von David Asher Nachmias und David Balchasan von der Dimona Communications Center gedreht, wurde 2003 vorgestellt. Der Film erhielt den Preis als „Bester Dokumentarfilm“ des Internationalen Filmfestivals in Haifa. Der Dokumentarfilm greift das Gesundheitswesen in Israel in den 1950er Jahren scharf an und bezeichnet den Fall als „Die Schoʾah der Ringelflechte-Kinder“ (שואת ילדי הגזזת Schoʾat Jaldei haGaseset). Ferner übt der Film scharfe Kritik an dem Entschädigungsgesetz und an den Politikern, die es verabschiedet hatten.
Die Behandlung der Ringelflechte-Patienten wurde durch Sephardi-Aktivisten in Israel als hervorragendes Beispiel betrachtet für die Ungerechtigkeit, die den Einwanderern in den 1950er Jahren als Folge von Mängeln, Fahrlässigkeit, Paternalismus oder Verantwortungslosigkeit seitens der israelischen Behörden bei der Aufnahme und Eingliederung der Neueinwanderer in die israelische Gesellschaft angetan worden war.
Viele der Anschuldigungen in Bezug auf die Ringelflechte-Behandlung in Israel waren das Ergebnis einer mangelhaften Berichterstattung, in der die Wirklichkeit tendenziös und verzerrt dargestellt wurde. Sowohl die Sephardi als auch die Ärzteschaft waren sich zweier wichtiger Faktoren nicht bewusst:
1. Der breite internationale Kontext des israelischen Programms – nämlich, dass seinerzeit diese Behandlungsform als eine anerkannte und sichere Behandlungsmethode betrachtet wurde (wie z. B. die Röntgenbestrahlung von Kindern in Schuhgeschäften zu jener Zeit) und dass die Therapie weltweit angewendet wurde – von Syrien und Jugoslawien bis USA, Portugal und Schweden. In der Tat war die Bestrahlung eine Standardbehandlung und wurde zum Teil von der UNICEF übernommen.
2. Der speziell jüdische Kontext – nämlich, dass diese Form der massenhaften Bestrahlungsbehandlung bereits früher in anderen Teilen der jüdischen Welt, bei Aschkenasim-Kindern in noch größerem Ausmaß und auch bei den jüdischen und nichtjüdischen Einwanderern in den Vereinigten Staaten eingesetzt wurde.

2007 äußerten die Filmemacher David Asher Nachmias und David Balchasan Bedenken und Bedauern und distanzierten sich von den Schlussfolgerungen des Films.
An einem Treffen von Akademikern im April 2007 in Jerusalem zum Thema der Ringelflechte-Opfer erklärte David Balachsan: „Wenn ich die Macht hätte, würde ich diesen Film löschen.“ Eine Aussage in diesem Sinne enthält die Reaktion des im Konferenzsaal anwesenden Eli Philo, der selbst ein Opfer der Bestrahlungstherapie gewesen ist.

## Forschung
Forschungen aus der ersten Dekade des 21. Jahrhunderts setzen die israelische Ringelflechte-Affäre in einen völlig neuen Kontext. Die Medizinhistorikerin Shifra Shvarts wertete eine Anzahl von Referenzen aus israelischen Quellen sowie von internationalen Organisationen aus.
Aus dem Archivmaterial der Hadassah-Archiven, von Archiven der Vereinten Nationen und in einer wachsenden Zahl von Ländern ergibt sich, dass die Massenbehandlung der Ringelflechte in Israel auf Behandlungsmethoden basierte, die Jahrzehnte vorher entwickelt und angewendet worden waren. Zwischen den Jahren 1921–1938 gab es eine Aktion unter den Juden in Osteuropa (z. B. unter den Ashkenasi-Juden), in deren Verlauf rund 27.000 osteuropäische Kinder in gleicher Weise bestrahlt wurden – zum Teil, um ihren Familien die Auswanderung zu erleichtern, weil die Ringelflechte eine der Ursachen für die Verweigerung der Einwanderungsbewilligung in die Vereinigten Staaten und in andere Einwanderungsländer war.
Das mit Sephardi-Kindern aus dem Mittelmeerraum durchgeführte Verfahren basierte auf diesem damals allgemein anerkannten europäischen Verfahren. Die Organisatoren waren überzeugt, dass die europäische Methode zur Behandlung der Erkrankung erfolgreich und ohne nachteilige Nebenwirkungen war. Daher sollten auch die Juden von Marokko daraus den Nutzen ziehen. Da die meisten der jüdischen Kinder, die in Osteuropa bestrahlt worden waren, im Holocaust ermordet wurden, gab es keine Möglichkeit, die schädlichen Auswirkungen einer solchen Behandlung zu erkennen.
Eine Schlüsselfigur bei der Konzeption und der Durchführung der Ringelflechte-Aktion in der jüdischen Gemeinde Nordafrikas war Professor Moshe Prywes, der spätere Präsident der Ben-Gurion-Universität und der Gründer der Medizinischen Schule der Ben-Gurion-Universität. Prywes reiste 1947 nach Nordafrika. Aufgrund seiner Befunde erstellte er ein umfassendes Programm zur Eradikation von Infektionskrankheiten bei den potentiellen Einwanderern nach Israel. Das Programm hieß T.T.T., nach dem Namen der wichtigsten Zielkrankheiten des Programms: Tinea, Trachom und Tuberkulose.
Zeitgleich mit der Bestrahlungstherapie von Tinea in den 1950er Jahren in Israel wurden Bestrahlung auch an Tausenden von jugoslawischen Kindern (rund 50.000), in Portugal (30.000) und Syrien (7.000) durchgeführt. Befürworter und Organisator der Aktion zur Eliminierung der Ringelflechte war UNICEF. Die Organisation unterstützte auch die Anschaffung von Röntgengeräten für diesen Zweck. UNICEF war federführend bei der Bestrahlungstherapie in Jugoslawien und Syrien und lieferte sogar die Röntgengeräte, die in Israel eingesetzt wurden, sowie die Mittel zur Bearbeitung des Einwanderungsprozesses z. B. Shaar Haaliyah südlich von Haifa. Mit der Entwicklung des Medikaments Griseofulvin zur Behandlung dieser Krankheit begann UNICEF, die Lieferung des Medikamentes in alle Länder mit einem hohen Anteil an Tinea-Erkrankungen im Rahmen ihrer Strategie, ansteckende Krankheiten bei Müttern und Kindern möglichst auszurotten, zu forcieren.
Umstritten ist, wie viele Kinder marokkanischer Herkunft tatsächlich gesundheitliche Schäden als Folge der Tinea-Therapie erlitten haben. Es gibt Schätzungen (zum Beispiel im o. g. Dokumentarfilm), die behaupten, dass es Hunderttausende oder mehr waren. Ein 1999 gegründeter gemeinnütziger Verein begann, ehemalige Patienten zwecks Erhalt der Entschädigung zu organisieren. Dieser Verein schätzt die Anzahl der bestrahlten Sephardi-Kinder sogar auf 200.000.
Eine genauere Einschätzung kann aus verlässlichen statistischen Daten im historischen Kontext abgeleitet werden. In Yaron Tzurs Arbeiten über das marokkanische Judentum in der Zeit zwischen 1940 und 1954 – „Eine auseinander gerissene Gesellschaft“ (קהילה קרועה Kehillah kruʿah) bezeugen die durch den Verfasser gefundenen demographische Daten der marokkanischen jüdischen Bevölkerung, dass die Zahlen viel niedriger gewesen sein müssen. Nach der Volkszählung in Marokko im Jahr 1947 und nach Berichtigung der Daten lebten damals höchstens 240.000 Juden in Marokko. Die Arbeit ist eine umfassende Studie, basiert auf Archivmaterial und enthält Schreiben von Schlüsselfiguren, Gesandtschaftsberichte über Israel, eine reiche Bibliographie und einer Liste aller Siedlungen Marokkos, in denen Juden gelebt haben, auch solche mit nur wenigen Familien. Die Angaben zeigen, dass 80.000 Juden bis 1956 aus Marokko auswanderten. Daher kann die Höchstzahl der Einwandererkinder in der Ringelflechte-Altersgruppe 20.000 bis 25.000 nicht überschritten haben. Wenn man davon ausgeht, dass nicht alle Kinder in dieser Altersgruppe erkrankt waren, gibt es keinen stichhaltigen statistische Nachweis für die Annahme, dass mehr als 10.000 bis 15.000 Betroffene einer Bestrahlung unterzogen worden sind. Das israelische Gesundheits-Ministerium führt die Daten von 10.000 Personen; dies ist offenbar die Gesamtzahl der behandelten Patienten aller ethnischen Herkünfte.
In Berichten des israelischen Gesundheitsministeriums an UNICEF, die auch in medizinischen Zeitschriften veröffentlicht worden sind, wird angegeben, dass etwa 15.000 Kinder in Israel zwischen 1948 und 1959 mit einer Röntgentherapie behandelt worden sind. Es gibt gesicherte Beweise, dass auch Kinder aus osteuropäischen Ländern, bei denen ein Verdacht auf Ringelflechte vorlag, bestrahlt wurden. Ihre Zahl ist schwer feststellbar; es handelt sich wahrscheinlich um einige Tausend.
Giora Leshem, Mitarbeiter Professor Modans für Statistik, bezieht sich in seiner Studie von 1974 auf das Krebsregister und nimmt an, dass die Zahl der bestrahlten Kinder aus Marokko etwa 15.000 beträgt.
In  werden statistische Zusammenhänge zwischen den Strahlenbehandlungen und den Krebserkrankungen anhand einer Gruppe von 2224 bestrahlten und 1380 unbestrahlten Individuen untersucht. Unter europäischstämmigen Aschkenasim betrug demnach das Risiko, an Krebs zu erkranken, bei Bestrahlten das 3,6fache gegenüber der Krebs-Erkrankungsrate Unbestrahlter. Besonders gering war das Risiko unter Afroamerikanern, was nach Meinung der Autoren auf einen möglichen Co-Faktor der Ultraviolettstrahlung bei den hellhäutigen Individuen hindeutet. Besonders gefährdet waren Kinder, die bei der Bestrahlung jünger waren. Die Bestrahlungsdosis der untersuchten Gruppe betrug etwa 4,8 Gray in der Haut.

## Israelischer Dokumentarfilm von 2007
Die Spätfolgen der Therapie waren ebenfalls Thema des in Israel gedrehten Dokumentarfilms mit dem Titel Die Ringelflechte-Affäre der Kinder, unter der Regie von David Asher Belhassen und Asher Hemias. Der Dokumentarfilm gewann den Preis als „Bester Dokumentarfilm“ des Internationalen Filmfestivals in Haifa und wurde 2007 als Dokumentarfilm beim „Israel Film Festival“ in Los Angeles vorgestellt.
In dem Dokumentarfilm wird behauptet, dass die Dosis der Röntgenstrahlen, mit denen die Kinder behandelt wurden, tausende Male höher als die empfohlene Maximaldosis war; weiter wird behauptet, dass das Programm von den Vereinigten Staaten finanziert wurde, um die Wirkung der hohen Strahlendosis auf Menschen zu testen.
Tatsächlich war die Behandlungsdosis in Israel gleich der in anderen Teilen der Welt angewendeten Dosis. Die dokumentierten Dosierungen der israelischen Kinder waren ähnlich (wenn nicht niedriger) als die der Kinder, die wegen der Ringelflechte im „New York University Hospital“ zwischen 1940 und 1959 behandelt wurden. Eine Studie aus den frühen 1950er Jahren fand heraus, dass die Röntgentherapie in fast allen Fällen der Ringelflechte wirksam war.
Der Dokumentarfilm macht geltend, dass 100.000 Kinder bestrahlt worden und dass 6000 von ihnen kurz nach der Behandlung verstorben seien. Viele der Ringelflechte-Kinder entwickelten später die Krebskrankheit.